# Megan Donner
 (mars 2025).
Si vous disposez d'ouvrages ou d'articles de référence ou si vous connaissez des sites web de qualité traitant du thème abordé ici, merci de compléter l'article en donnant les références utiles à sa vérifiabilité et en les liant à la section « Notes et références ».
Megan Donner est un personnage de fiction, héroïne lors des dix premiers épisodes de la première saison de la série télévisée américaine Les Experts : Miami (2002). Elle est interprétée par l'actrice américaine Kim Delaney.

## Biographie
Avant le début de la série, Megan était la responsable de l'équipe de jour du laboratoire criminel de la police de Miami. À la suite de la mort de son mari, elle prend un congé de six mois et revient au sein du laboratoire comme assistante du nouveau responsable Horatio Caine. Ses rapports avec ses collègues sont très froids, à l'exception d'Alexx Woods dont elle semble proche. Au cours du onzième épisode, elle disparait en laissant simplement une note à Horatio disant qu'elle est trop affectée par ce travail qui lui rappelle la mort de son mari et lui demande de ne pas la rechercher.

## Départ
Son départ aurait été voulu par les auteurs de la série du fait de son manque d'atomes crochus avec le reste de l'équipe, particulièrement avec David Caruso. Dans ces conditions, elle ne réapparaît pas dans le premier épisode de la saison 8, où un flashback ramène pourtant toute l'équipe en 1997.